# カルー
カルー（英語: Karoo）とは、南アフリカ共和国の南部からナミビアにかけての地域のことである。

## 地域区分

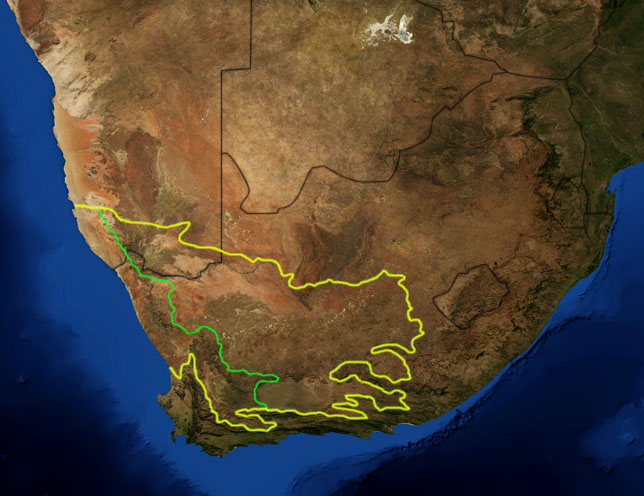
カルーの範囲。なお、黄色はNamaカルー、緑はSucculentカルーである。

カルーの内陸部はナマ・カルー (Nama) 、西側の海岸部はサキュレント・カルーと呼ばれ、ナマ・カルーは北側の大カルーと南部の小カルーに分けられる。

## 産業
カルー付近は鉱産資源が豊富であり、鉱業の盛んな地域であった。さらに、比較的乾燥した地域であるカルーでは、羊牧が盛んである。また、乾燥した地域ながら河川の近くでは灌漑を行うなどして農業も行われている。この他、観光業も重要な地位を占めている。

## 歴史
喜望峰に最初の西洋人が到達したのは1662年だった。その後、西洋人達は内陸へも侵入し、18世紀半ばにはカルーにも住み始めた。19世紀半ばには南部から鉄道が引かれ、さらにヨハネスブルクなどまで鉄道網が広がり、この地域に経済発展を導いた。